# 井口駅 (石川県)
井口駅（いのくちえき）は、石川県白山市明光1丁目にある北陸鉄道石川線の駅である。駅番号はI14。

## 歴史
- 1937年（昭和12年）8月1日：開業。

## 駅構造
- 1面1線の地上駅[3]。無人駅である。

備考
- 昭和30年代中頃までは駅名である井口集落までの周囲数百メートルには家が全くなく、小柳や野々市、押野と同様に準急列車が通過する程度だったが、昭和40年代以降に明光団地、森島団地、日向団地等の一戸建て住宅が急増し、朝1本の急行列車のみが通過、やがて急行列車が廃止となったため、1981年頃から全列車が停車する駅となった。そのため、旧車両時代にラッシュ時の3両編成に対応できるように鶴来寄りに駅舎を継ぎ足した形跡が今でも残っている。
- 数十年に一度だが、天皇が付近の道路を通過する際には、この駅と道法寺駅で臨時に駅員が配置され、停車時間が延長される。また、そのための臨時信号機が道法寺踏切の前後に設けられている。近年では1983年5月21日に行われている。

## 利用状況
「白山市統計書」によると、近年の1日平均乗降人員は以下の通りである。
| 年度   | 1日平均 乗降人員 |
| ------ | ---------------- |
| 2000年 | 408              |
| 2001年 | 396              |
| 2002年 | 420              |
| 2003年 | 402              |
| 2004年 | 366              |
| 2005年 | 377              |
| 2006年 | 347              |
| 2007年 | 317              |
| 2008年 | 332              |
| 2009年 | 318              |
| 2010年 | 291              |
| 2011年 | 268              |
| 2012年 | 247              |
| 2013年 | 270              |
| 2014年 | 268              |
| 2015年 | 266              |
| 2016年 | 272              |
| 2017年 | 269              |
| 2018年 | 262              |
| 2019年 | 251              |
| 2020年 | 180              |

## 駅周辺
- 白山市立明光小学校
  - 徒歩15分。
- ふれあいの街・コア
- 石川県道179号野々市鶴来線（鶴来街道）
- 加藤サイクル
- ニュージョイス佐藤

## 隣の駅
北陸鉄道
■石川線
道法寺駅 (I13) - 井口駅 (I14) - 小柳駅 (I15)